# Norman Macleod
Norman Macleod, född den 3 juni 1812 i Campbeltown, död den 16 juni 1872, var en skotsk präst. Han var farfar till George MacLeod.
Macleod blev 1838 präst i en skotsk församling (i Ayrshire), verkade från 1851 i Glasgow samt utnämndes 1857 till hovpredikant. Han utövade ett starkt religiöst inflytande i Skottland, bland annat genom den av honom sedan 1860 utgivna månadsskriften "Good words", och var outtröttlig i kyrkligt social verksamhet. Macleods Reminiscences of a highland parish (1867) anses vara hans främsta arbete.